# Coca, Satu Mare
Coca este un sat în comuna Călinești-Oaș din județul Satu Mare, Transilvania, România.